# スリムパッケージ
「スリムパッケージ」は、日本のPCソフト会社、ソースネクストが考案、実用化したパソコンソフトのパッケージの名称である。
従来の紙製のパッケージよりも体積が小さい（DVDケースと同サイズ）ことが特徴である。
パソコンソフト市場拡大を目的として2003年2月より主要パソコンソフトを1980円（当初は税別、のちに税込へ改訂）にする「コモディティ化戦略」（Commodity、「日用品」の意味）の展開を開始したが、スリムパッケージもその一環である。
スリムパッケージはその2003年中に初登場し、しばらくは従来の紙製パッケージと併売されていたが、徐々にスリムパッケージ版販売比率を上げ、2005年にはほぼ100%スリムパッケージ化した。しかしIBMが供給するホームページ・ビルダーは制約ある為か通常のパッケージ版もある。
スリムパッケージは販売チャネルの拡大（コンビニエンスストア、書店など）にも一役買っている。
このような省スペースパッケージを採用する動きは他社にも広がっている。マイクロソフトではWindows Vistaのリテール・パッケージが似たようなサイズである。